# Мария Каролина Бурбон-Сицилийская (1856—1941)
Мария Каролина Бурбон-Сицилийская (итал. Maria Carolina di Borbone-Due Sicilie, полное имя Мария Каролина Джузеппина Фердинанда де Бурбон-Сицилийская, итал. Maria Carolina Giuseppina Ferdinanda di Borbone, Principessa delle Due Sicilie, 21 февраля 1856, Неаполь — 7 апреля 1941, Варшава) — принцесса из дома Сицилийских Бурбонов, в браке — графиня Замойска.

## Биография
Родилась в семье сицилийского принца Францеско (1827—1892) и его супруги Марии Изабеллы (1834—1901), эрцгерцогини Австрийской и принцессы Тосканской. По отцу была внучкой Франциска I (1777—1830), короля Обеих Сицилий и Марии Изабеллы Испанской (1889—1848), по матери — Леопольда II, великого герцога Тосканского (1797—1870) и Марии Антонии Бурбон-Сицилийской (1814—1898).
19 ноября 1885 года в Париже принцесса вышла замуж за польского графа Анджея Замойского (1852—1927). Он был сыном графа Станислава Замойского и Розы Марии Евы Потоцкой. У супругов родилось семеро детей:
- Мария Жозефа (1887—1961); была дважды замужем, имела четырнадцать детей от обоих браков;
- Франц Жозеф (1888—1948); был женат на графине Софии Броэл-Платер, имел пятерых детей;
- Станислав (1889—1913); женат не был, детей не имел, совершил самоубийство из-за несчастной любви;
- Мария Изабелла (1894—1953) жена Стефана Бжозовского, имела единственную дочь, которая не оставила потомков;;
- Мария Тереза (1894—1953) жена графа Йиржи Ежерского, детей не имела;
- Мария Каролина (1896—1968) — супруга своего двоюродного брата принца Раньери Бурбон-Сицилийского, герцога ди Кастро, у супругов было двое детей;
- Ян Канти (1900—1961) — женился на принцессе Изабелле Альфонсе Бурбон-Сицилийской (1904—1985), имел четырёх детей.

Принцессы была Дамой Ордена Королевы Марии Луизы.

## Титулы
- 21 февраля 1856 — 19 ноября 1885: Её Королевское Высочество Принцесса Бурбон-Сицилийская
- 19 ноября 1885 — 7 апреля 1941: Её Королевское Высочество Княгиня Замойска, Принцесса Бурбон-Сицилийская, Инфанта Испанская